# Mission ultra-secrète
Pour plus de détails, voir Fiche technique et Distribution.
Mission ultra-secrète (titre original : Il federale littéralement "Le fédéral") est un film italien réalisé par Luciano Salce, sorti en 1961.
Il s'agit du premier film dans lequel Ennio Morricone en compose la musique originale, bien avant celle des westerns qui vont faire sa renommé.

## Synopsis
En mai 1944, alors que les Anglo-Américains sont désormais aux portes de Rome, l'officier de milice Primo Arcovazzi est chargé d'emmener dans les Abruzzes le professeur Erminio Bonafè, célèbre antifasciste en fuite, et de le ramener à Rome. Ils lui promettent que si la mission est réussie, il sera considéré pour une nomination en tant qu'officier fédéral. Arcovazzi part à bord d'un side-car et, après avoir rejoint et capturé Bonafè, prend le chemin du retour avec lui. Mais dans un virage, pour éviter de renverser une jeune fille, Lisa, Arcovazzi fait une embardée et finit dans un fossé, endommageant irrémédiablement le véhicule. Lisa est une voleuse habile et, lorsqu'elle retrouve les lunettes perdues par Bonafè lors de l'accident de side-car, elle les offre comme neuves au professeur naïf et sans méfiance en échange d'argent.
Peu après, une patrouille allemande passe sur les lieux de l'accident : les soldats réparent le véhicule d'Arcovazzi, mais le réquisitionnent également, conduisant les deux hommes à leur commandement, où Bonafè est reconnu comme étant recherché par les SS et où Arcovazzi se voit refuser tout droit de garde sur le prisonnier. Arcovazzi, utilisant une excuse, se fait emprisonner lui aussi pour ne pas perdre la livraison des commandes qu'il avait reçues. Pendant la nuit, la région est bombardée et, dans la confusion, les deux hommes parviennent à s'échapper, renversant un soldat de la Wehrmacht à qui ils volent l'uniforme, qui est porté par Bonafé. Au cours de leur fuite, ils rencontrent à nouveau la petite Lisa, qui s'avère être une fois de plus une petite voleuse rusée, car au matin, elle disparaît avec l'uniforme d'Arcovazzi.
Après différentes vicissitudes, le soldat fasciste et son prisonnier antifasciste arrivent dans une Casa del Fascio (siège local et permanence du parti fasciste), où sont barricadés de très jeunes avant-gardistes, puis soumettent Arcovazzi à diverses questions sur le fascisme, le soupçonnant d'être un parachutiste anglo-américain. Arcovazzi surmonte le barrage de questions également grâce au professeur. Ayant réquisitionné un tandem, ils se dirigent vers la ville fictive de Rocca Sabina, où vit le poète Arcangelo Bardacci, son ancien professeur de mysticisme fasciste, dont sa famille lui dit qu'il est mort héroïquement à la guerre.
Cependant, le protagoniste découvre amèrement que Bardacci est bien vivant, mais caché dans le grenier de sa maison, attendant la fin de la guerre et de l'occupation nazie-fasciste. La déception et la solitude d'Arcovazzi transparaissent dans un échange de mots mélancoliques avec la jeune et belle parente de Bardacci, qui peu de temps auparavant lui a révélé la lâcheté de l'ancien maître du mysticisme et qui est peut-être tombée amoureuse de lui. Cependant, Arcovazzi feint d'ignorer les sentiments de la jeune fille et suit son ordre de ramener le prisonnier à Rome, un prisonnier que Bardacci lui-même fait évader en train, car il est convaincu que, pendant la nuit, Arcovazzi a profité des charmes de sa femme.
Lorsqu'il arrive au train, Arcovazzi découvre le professeur antifasciste, déjouant ainsi sa énième tentative de fuite. De retour sur la route, Bonafé et Arcovazzi rencontrent à nouveau la petite voleuse Lisa. La jeune fille, en échange de l'uniforme précédemment volé à Arcovazzi, lui offre un nouvel uniforme sur mesure d'officier fédéral. Arcovazzi lutte contre la modestie mais, convaincu par Bonafè, il l'enfile et en devient absolument fier. Ainsi habillé, le soldat entre finalement dans Rome à pied avec son prisonnier, sans savoir que la ville est déjà tombée aux mains des Anglo-Américains et que les fascistes et les Allemands se sont retirés au nord du pays.
Le soldat ne réalise la situation que lorsqu'il est poursuivi et attaqué par un groupe de résistants en colère, qui commencent à le frapper et ont l'intention de le lyncher. Seule l'intervention du professeur, qui leur demande de livrer le fasciste, avec l'engagement de l'achever personnellement, le sauve d'une mort certaine. Bonafè s'en va donc avec Arcovazzi, qui boite, sous la menace d'une arme. Au coin d'une rue, Arcovazzi demande à être abattu rapidement, mais le professeur le libère et le repousse. La dernière scène est mémorable : le fasciste, abandonné de tous ses idéaux et perspectives, refuse presque d'enlever son uniforme et ne sait où aller, tandis que Bonafè, parti dans la direction opposée, gagne une voiture de partisans venus le reprendre.

## Fiche technique
- Titre original : Il federale
- Titre français : Mission ultra-secrète
- Réalisation : Luciano Salce
- Scénario : Castellano et Pipolo et Luciano Salce
- Musique : Ennio Morricone
- Pays d'origine : Italie
- Format : Noir et blanc - 1,85:1 - Mono
- Genre : comédie
- Date de sortie : 1961

## Distribution
- Ugo Tognazzi : Primo Arcovazzi
- Georges Wilson : Prof. Erminio Bonafé
- Mireille Granelli : Rita Bardacci
- Stefania Sandrelli : Lisa
- Gianrico Tedeschi: Arcangelo Bardacci
- Franco Giacobini
- Gino Buzzanca
- Renzo Palmer
- Jimmy il Fenomeno